# Erol Anar
Erol Anar Havza, Turquia, estudou em cursos de antropologia, história da arte e pintura em universidades de Istambul, Ancara e Samsun. Foi membro da Associação dos Escritores Turcos, trabalhou no Centro de Arte Contemporânea de Ancara onde foi orientador de leitura da obra de Dostoievski e da literatura universal durante dez anos.
Escreveu em diversos jornais, vários artigos foram sobre arte, direitos humanos, literatura e a vida cotidiana. Ainda teve entrevistas veiculadas em jornais de diversos países e tem 15 livros publicados no idioma turco. Atualmente reside no Brasil, alguns artigos dele foram publicados na sessão Expresso de Folha de Londrina.

## Prêmios
- 3° lugar no Prêmio Jornalista Musa Anter 1997( o jornalista Musa Anter foi assassinado por suas idéias) , Istambul
- 2° lugar no Prêmio Jornalista Musa Anter 1998
- Fundação Hellman-Hammeth (Prêmio liberdade de expressão) 1997, New York
- Menção Honrosa, XVII Concurso Nacional, Academia Ponta-Grossense de Letras e Artes, Brasil, 2010

Os livros de Erol Anar em Turco
ENSAIO LITERARIO
Asklar ve Yalnizliklar
Amor e solidão
Uma pesquisa literária sobre o amor e a solidão. O escritor pesquisa nesse livro a química do amor e também o relacionamento entre o amor e a  solidão. O livro tem três épocas diferentes.
Editora Hera,  segunda edição, Ancara, Turquia.

Yarali Bir Yuregin Guncesi 
Diário de um coração ferido
Um livro sobre a sociedade atual e idéias acerca do futuro. Versa sobre diferentes temas, criticando o capitalismo. 
Editora Hera, segunda edição, Ancara, Turquia.

Kapilar Merdivenler Maskeler
Portas, escadas e máscaras
Um livro sobre a filosofia da vida, usa a mitologia, a história e a filosofia para cada artigo sobre esses títulos e mais ainda, árvores, riachos, trens, etc...
Editora Aral, Ancara, Turquia.
Krallar ve Soytarilar 
Os Reis e Os Palhaços 
Um livro sobre diferentes tipos de fatos na arte, na literatura e na vida cotidiana. Um dos artigos é sobre os reis e os palhaços, como a literatura descreve esse relacionamento,  numa pesquisa desde Shakespeare até hoje. 
```
Editora Yurt, Ancara, Turquia, 1996.
```

Cartas para você
Um livro que contém cartas que foram escritas para pessoas imaginárias que estão distantes, cada carta foi escrita para uma pessoa diferente, sobre assuntos diversificados da vida cotidiano.
Editora Hera, Ancara, Turquia.
Sen  
Café da manhã existencialista 
Um livro composto de cartas para os sonhos distantes, os desejos, a alma das pessoas, refletindo sobre o comportamento e as 
emoções que nos tocam e nos engrandecem enquanto estamos vivendo e aprendendo com o processo de viver em sociedade. 
Publicado em 2003, em Istambul, Turquia, pela editora Chiviyazilari. 

Asklar ve Kuslar Azalirken: 
Quando os amores e os passarinhos estão acabando 
Um livro com diferentes fatos sobre a vida, o amor, o meio ambiente, pesquisando literariamente o relacionamento entre as pessoas. 
Segunda edição pela editora Utopya, Ancara, Turquia.

Sonra Ask Bitti 
O amor já acabou
Um livro sobre o porquê os amores findam. Tem  vários assuntos frutos de pesquisas sobre relacionamentos e numa parte, conta as memórias do escritor enquanto estava nos EUA.
```
Editora Hera, Ancara, Turquia.
```

ROMANCE
```
Icimde Irmaklar Akiyor 
```

Os riachos correm dentro de mim
Um romance sobre uma psicóloga que pesquisava o significado de sua vida, ela encontra com um escritor e seguem acontecimentos interessantes. 
```
Editora Hera, Ancara, Turquia.
```

CONTOS
ICQ Oykuleri 
Contos da Internet
Um livro sobre os relacionamentos virtuais na internet, várias histórias de pessoas que se encontraram pela internet e depois mantiveram encontros físicos. É uma pesquisa sobre relacionamentos virtuais. 
```
Editora Hera, Ancara, Turquia, 2001.
```

FILOSOFIA
Hayata Dair Notlar 
Notas sobre a vida
Um livro que contém aforismo sobre vários fatos da vida.Desde o amor até o inferno, o escritor relata suas idéias especiais, os fatos seguem ordem alfabética.
```
Editora Hera, Ancara, Turquia.
 Sana Mektuplar
```

PESQUSAS SOBRE DIREITOS HUMANOS
```
Ote Kiyida Yasayanlar
```

Os povos que vivem do outro lado:
Um livro que relata uma pesquisa sobre as diferentes minorias que residem na Turquia, sob a perspectiva do direitos humanos e a história desde o Império Otomano. 
Editora Belge, Istambul, Turquia.
Insan Haklari Kuresellesme Post Modernizm Yeni Perspektifler 
Direitos humanos, a globalização, pós-modernismo e novas perspectivas
Um livro sobre direitos humanos, pós-modernismo e o futuro do humanismo à luz dos direitos humanos. Pesquisa sobre a interação entre direitos humanos e o pós-modernismo. 
Editora Fundação Turquia e Oriente Médio, Ancara, Turquia.,

Insan Haklari Tarihi 
Uma história dos direitos humanos
Esse livro pesquisa uma história dos direitos humanos universais, contém sobre a Era Otomana. Esse livro foi confiscado pelo Fórum de Segurança Nacional da Turquia, mas atualmente esta liberado.É sobre todos os assuntos de direitos humanos.
Segunda edição: editora Chiviyazilari, Istambul, Turquia.

Dusunce Ozgurlugu 
Liberdade de Expressão
Esse livro é uma pesquisa sobre a história de diferentes povos, Império Otomano e outros povos, Europa, enfim, sobre a liberdade de expressão e direitos humanos. Esse livro foi confiscado pelo Fórum de Segurança Nacional, o escritor foi condenado a 10 meses de prisão mas não precisou cumprir porque a pena foi revogada.
Editora Aral, Ancara, Turquia.